# مسجد الحامدية الشاذلية
مسجد الحامدية الشاذلية هو أحد مساجد محافظة الجيزة الشهيرة, ويقع بحي المهندسين، أنشئ المسجد في ثمانينات القرن العشرين، وتم عمل قاعة خاصة بالمناسبات منذ عام 1990، ويضم حالياً صالتين كلًا منهما تحتوي على صالة صغيرة للسيدات تتسع لنحو 150 سيدة وحوالي 520 من الرجال. اقترن اسم المسجد بعزاء وجنازات الشخصيات الشهيرة في مصر وجلسات عقد القران.